# Endropiodes indictinaria
Endropiodes indictinaria är en fjärilsart som beskrevs av Bremer 1864. Endropiodes indictinaria ingår i släktet Endropiodes och familjen mätare. Inga underarter finns listade i Catalogue of Life.